# Hu Rong
Hu Rong és una esportista xinesa que va competir en judo, guanyadora d'una medalla de bronze al Campionat Asiàtic de Judo de 1993 en la categoria de –56 kg.

## Palmarès internacional
| Campionat Asiàtic | Campionat Asiàtic       | Campionat Asiàtic | Campionat Asiàtic |
| Any               | Lloc                    | Medalla           | Categoria         |
| ----------------- | ----------------------- | ----------------- | ----------------- |
| 1993              | Macau (Plantilla:Macau) | 3                 | –56 kg            |